# Lindisfarne
Sveti otok Lindisfarne ali Sveti otok je plimski otok na severovzhodni obali Anglije. To je civilna župnija Sveti otok v Northumberlandu. Sveti otok ima zabeleženo zgodovino iz 6. stoletja. To je bilo pomembno središče keltskega krščanstva pod sv. Ajdanom Lindisfarnskim, Cuthbertom, Eadfrithom Lindisfarnskim in Eadberhtom Lindisfarnskim. Po vikinških invazijah in osvajanju Normanov so ponovno ustanovili samostan. Na otoku je bil leta 1550 zgrajen majhen grad.

## Toponim
Otok Lindisfarne je v Historia Brittonum v 9. stoletju naveden pod staro valižanskim imenom Medcaut.  Po sugestiji Richarda Coatesa, Andrew Breeze predlaga, da ime izhaja iz latinščine Medicata [Insula], morda zaradi ugleda otoka po zdravilnih zeliščih .
Tako v knjižici Parker Chronicle kot v zapisu Peterborough Chronicle leta 793 je zapisano staro angleško ime Lindisfarena. Vzdevek Sveti otok je bil v uporabi že v 11. stoletju, ko se pojavlja v latinščini kot Insula Sacra. Sklicevanje je bilo na sv. Ajdana in Cuthberta.
Ime Lindisfarne ima negotovo poreklo. Prvi del, Lindis-, se lahko nanaša na ljudi iz Kraljevine Lindsey, sodobno Lincolnshire, ki se nanašajo na redne obiskovalce ali naseljence.  Alternativno je lahko ime keltskega porekla, z elementom Lindis- v pomenu "tok ali bazen". Ni znano ali je s tem mišljena bližnja reka Low ali majhno jezero na otoku. Drugi element,-farne, verjetno prihaja iz farrana, kar pomeni "dežela", lahko pa prihaja iz faran, kar pomeni "popotnik". Obstaja tudi domneva, da so bližnji Farnejevi otoki podobni praproti in lahko pride ime tudi od tam.

## Geografija
Otok meri 4,8 km od vzhoda proti zahodu in 2,4 km od severa do juga in obsega približno 400 ha pri visoki plimi. Najbližja točka otoka je približno 1,6 km oddaljena od Anglije. Otok Lindisfarne se nahaja ob severovzhodni obali Anglije, blizu meje s Škotsko. Največkrat je dostopen pri nizki plimi, ko se prečka peščene in blatne plošče, ki so ob visoki plimi prekrite z vodo. Ti peščeni in blatni prostori so bili starodavna romarska pot in v zadnjem času pa imajo sodobno cesto na nasipu. Lindisfarne obkroža Narodni rezervat Lindisfarne velikosti 35,4 km2, ki ščiti otoške peščene sipine in sosednje obmorske habitate. 27. marca 2011 je imel otok  180 prebivalcev.

### Varnost ceste
Opozorilni znaki pozivajo obiskovalce, ki hodijo na otok, da se držijo označene poti, skrbno preverijo čas plime in vreme ter poiščejo lokalni nasvet, če so v dvomih. Za voznike so tabele plimovanja vidno prikazane na obeh koncih ceste. Cesta je navadno odprta od približno tri ure po visoki plitvi do dve uri pred naslednjo plimovanjem, vendar se obdobje zaprtja lahko podaljša med nevihtnim vremenom.
Kljub tem opozorilom približno eno vozilo vsak mesec zajame plima, ki zahteva reševanje obalne straže ali helikopterja RAF. Strošek reševanja s čolnom znaša približno 2.300 funtov (v letu 2015), medtem ko letalsko reševanje stane 4.840 funtov (leta 2015).

## Svetilnik
Trinity House upravlja z dvema svetilnikoma za usmerjanje plovil, ki vstopajo v pristanišče Sv. otoka, imenovano Guile Point East in Heugh Hill. Prvi je kamnit obelisk, ki stoji na majhnem plimskem otoku na drugi strani kanala. Drug je kovinski okvirni stolp s črno trikotno oznako, ki se nahaja na grebenu na južnem robu Lindisfarne. Pred novembrom 1995 sta bila oba v lasti Newcastle-upon-Tyne Trinity House. V bližini je nekdanja postaja obalne straže (pred kratkim prenovljena in odprta za javnost kot ogledna ploščad). Sosednja ruševina je znana kot kapelica Lanterne. Njen izvor ni znan, vendar se ime lahko nanaša na svetilnik.
Ni svetilnik, ampak preprosta oznaka za pomorsko plovbo, piramida iz bele opeke, visoka 10,5 m in zgrajena leta 1810, stoji na mestu Emmanuel Head, na severovzhodni točki Lindisfarne. Bila naj bi najzgodnejša britanska namenska oznaka.
- Emmanuel Head Beacon
- Nekdanja postaja obalne straže in ostanki Lantern Chapel

## Zgodovina

### Zgodnja obdobja
Severovzhodna obala Anglije je bila v veliki meri nenaseljena z rimskim prebivalstvom, razen doline Tyne in Hadrijanov zid. Območje je bilo le malo stoletij pod rimsko okupacijo. Na podeželju so bili predmet napadov tako od Škotov kot Piktov in prostor ni bil »privlačen za zgodnjo germansko naselitev«. Kralj Ida (kraljeval od 547) je začel z naselitvijo obale in ustanovil urbs regia pri Bamburghu preko zaliva iz Lindisfarneja. Vendar osvajanje ni bilo enostavno. Historia Brittonum opisuje, kako je v 6. stoletju Urien, princ Rhegeda, s koalicijo severnih britanskih kraljevin, oblegal Angles, ki jih je vodil Theodric Bernicia na otoku tri dni in noči, dokler notranje bojne moči niso pripeljale do poraza Britov. .

### Samostan Lindisfarne
Samostan Lindisfarne je ustanovil irski menih sv. Ajdan, ki je bil poslan z otoka Iona, z zahodne obale Škotske, na zahtevo kralja Oswalda, v Northumbrijo. Samostan je bil ustanovljen pred koncem leta 634, Ajdan pa je ostal tam do svoje smrti leta 651. Samostan je ostal edini sedež škofije v Northumbriji že skoraj trideset let. Finian (škof 651-661) je zgradil leseno cerkev »primerno za škofov sedež«. Sveti Beda je bil kritičen do dejstva, da cerkev ni bila zgrajena iz kamna, temveč le iz hrasta s trstičjem. Kasnejši škof Eadbert, je odstranil trstiko in pokril stene in streho s svincem. Opata, ki bi lahko bil škof, so izvolili bratje, ki so vodili skupnost. Sv. Beda komentira tole:
 In naj nihče ne bo presenečen, da smo, čeprav smo rekli prej, da je na tem otoku Lindisfarne, majhnem, kakršen je, našel sedež škof, zdaj pravimo tudi, da je dom opata in menihov; kajti pravzaprav je tako. Za eno in isto stanovanje Božjih služabnikov je oboje; in vse to so menihi. Ajdan, ki je bil prvi škof tega kraja, je bil menih in je z vsemi svojimi ljudmi vedno živel po samostanskem pravu. Zato vsi škofi tega kraja do sedanjega časa izvajajo svoje episkopalne funkcije tako, da samostan, ki so ga sami izbrali po nasvetih bratov, vlada samostanu; in vsi duhovniki, diakoni, pevci in bralci ter druge cerkvene stopnje skupaj s samim škofom ohranjajo samostojno vladavino v vseh stvareh.
Lindisfarne je postal osnova za krščanski evangelizem na severu Anglije in opravljal tudi uspešno poslanstvo v Merciji. Menihi iz irske skupnosti Iona so se naselili na otoku. Northumbrijski patron, sv. Cuthbert, je bil menih in kasneje opat samostana, čudeže in življenje pa je zapisal častitljivi Beda. Kasneje je postal škof Lindisfarne. Anonimno življenje Cuthberta, napisano v Lindisfarne, je najstarejši ostanek angleškega zgodovinskega pisanja. Od njegovega sklicevanja na »Aldfrith, ki zdaj mirno reagira«, mora biti datiran med 685 in 704. Tu je bil pokopan Cuthbert, njegovi ostanki so kasneje preneseni v stolnico v Durhamu (skupaj z relikvijo sv. Eadfrith iz Lindisfarne). Eadberht Lindisfarne, naslednji škof (in svetnik) je bil pokopan v kraju, iz katerega je bilo telo Cuthbertov ekshumirano zgodaj istega leta, ko je bil konec 9. stoletja samostan zapuščen.
Cuthbertovo telo so prinesli menihi, ki so se naselili v ulici Chester-le-Street pred končno potjo v Durham. Svetišče je bilo največje romarsko središče za večino regije, dokler ga niso ukinili komisarji Henrika VIII. leta 1539 ali 1540. Grob je bil ohranjen, a je bil leta 1827 odprt, in so našli vrsto izrednih artefaktov, ki segajo v čas Lindisfarneja. Notranje (tri) krste so bile iz izrezljanega lesa, edini tak les, ki je ohranjen iz tega obdobja. Prikazan je Jezus, ki ga obkrožajo štirje evangelisti. V krsti je bil križ pektoral 6,4 centimetra velik, ki je bil narejen iz zlata in okrašen z granati in zapletenim vzorcem. Tam je bil glavnik iz slonovine, redek in dragocen predmet v Severni Angliji. Tudi v notranjosti je bil vtisnjen v srebro pokriti oltar. Vsi so bili sodobni z izvirnim pokopom na otoku. Ko je bilo telo postavljeno v svetišče leta 1104, so bili odstranjeni drugi predmeti: platno, škarje, zlato in oniks. Najpomembnejši je bil evangelij (znan kot sv. Cuthberta evangelij ali Stonyhurstov evangelij iz njegove zveze s kolegijem). Rokopis je zgoden, verjetno izviren, vezan v lepo okrašeno z globokim vtisnjenjem v usnje. .
Po Finianjevi smrti je škof Lindisfarne postal Colman. Do tega trenutka so Northumbrijske (in nazadnje Mercijske) cerkve gledale na Lindisfarne kot matično cerkev. Obstajajo pomembne liturgične in teološke razlike z mlado rimsko stranko s sedežem v Canterburyju. Po mnenju Stentona: »Med temi škofi [Mercansom] in pogledi Canterburyja ni nobene sledi«. Sinoda iz Whitbyja leta 663 je to spremenila. Zvestoba je prešla proti jugu v Canterbury in nato v Rim. Colman je zapustil pogled na Iono in Lindisfarne, ki sta prenehala biti tako pomembna.
Leta 735 je bila severna cerkvena pokrajina Anglije ustanovljena z nadškofijo v Yorku. Pod Yorkom so bili le trije škofje: Hexham, Lindisfarne in Whithorn, medtem ko jih je Canterbury imel dvanajst, ki jih je predvidel sv. Avguštin. Župnijska škofija je obsegala približno grofije Yorkshire in Lancashire. Hexham je pokrival grofijo Durham in južni del Northumberlanda do reke Coquet in proti vzhodu v Pennines. Whithorn je pokrival večino Dumfriesa in Galloway zahodno od Dumfriesa. Preostanek, Cumbria, severno od Northumbrije, Lothian in veliko kraljestvo Strathclyde so ustanovili škofijo Lindisfarne.

### Lindisfarnski evangeliji
Na nekem mestu zgodnjega osmega stoletja je bil na Lindisfarnu narejen slavni iluminirani rokopis, znan kot Lindisfarnski evangeliarij, ilustrirana latinska kopija evangelijev po Mateju, Marku, Luki in Janezu, umetnik pa je bil morda Eadfrith, ki je kasneje postal škof Lindisfarna. V drugi polovici 10. stoletja je menih po imenu Aldred dodal angleško-saksonsko (staro angleško) sijajno besedilo v latinščino, pri čemer je izdelal najstarejše staroangleške kopije evangelijev. Aldred je izvirnik pripisal Eadfrithu (škof 698-721). Evangeliariji so bili napisani z dobro roko, vendar so ilustracije narejene v otoškem slogu, ki vsebujejo fuzijo keltskih, germanskih in rimskih elementov, ki so resnično izjemni. Po mnenju Aldreda je bil Etfrithov naslednik Æthelwald odgovoren za stiskanje in vezavo, nato pa je bil pokrit s finim kovinskim ohišjem, ki ga je naredil puščavnik po imenu Billfrith.  Lindisfarnski evangeliarij je zdaj v Britanski knjižnici v Londonu, na nezadovoljstvo nekaterih Northumbriančanov. Leta 1971 je profesorica Suzanne Kaufman iz Rockforda v Illinoisu predstavila faksimilno kopijo evangeliarija duhovščini otoka.

### Vikingi
Napad Vikingov leta 793 na Lindisfarne  je povzročil precejšnjo napetost na celotnem krščanskem zahodu in se zdaj pogosto obravnava kot začetek vikinške dobe. D in E različica zapisa v Anglo-Saxon Chronicle pravi:
 Her wæron reðe forebecna cumene ofer Norðhymbra land, ⁊ þæt folc earmlic bregdon, þæt wæron ormete þodenas ⁊ ligrescas, ⁊ fyrenne dracan wæron gesewene on þam lifte fleogende. Þam tacnum sona fyligde mycel hunger, ⁊ litel æfter þam, þæs ilcan geares on .vi. Idus Ianuarii, earmlice hæþenra manna hergunc adilegode Godes cyrican in Lindisfarnaee þurh hreaflac ⁊ mansliht.  
V letošnjem letu je prišla hudobna, zastrašujoča beseda nad deželo Northumbriansko in bedaki so se tresli. Na nebu je bilo videti prekomerno viharje, strele in ognjene zmaje. Tem znakom je sledila velika lakota in malo po tistem, istega leta na 6. januarja, je uničevanje bednih poganskih narodov uničilo božjo cerkev v Lindisfarnu.
Splošno sprejet datum za napad Vikingov na Lindisfarne je dejansko 8. junij. Michael Swanton piše: »vi id Ianr, verjetno je napaka za vi id Iun (8. junij), kar je dan, ki so ga podali Annals of Lindisfarne (stran 505), ko bi boljše vreme jadralcem dajalo prednost pred obalnim napadom.«
Alcuin, northumbrijski učenjak na dvoru v času Karla Velikega, je zapisal:
 Nikoli prej se v Britaniji ni pojavila taka grožnja, kot smo zdaj trpeli zaradi poganske rase ... Pijanci so zlili kri svetnikov okoli oltarja in poteptali telo svetnikov v Božjem templju, kot da so gnoj na ulicah.
Ti predhodni napadi, ki so bili vznemirljivi, ko so bili, niso bili upoštevani. Glavna sila napadalcev je potekala severno okoli Škotske. Invazije v 9. stoletju niso prišle iz Norveške, temveč iz Danske iz vhoda v Baltik. Prve danske akcije v Anglijo so bile leta 835 na otoku Sheppey v Kentu in od tam se je njihov vpliv širil na sever. V tem času se je v Lindisfarnu še naprej razvijala religiozna umetnost in Liber's Vitae je začela nastajati v samostanu v Durhamu.
Do leta 866 so bili Danci v Yorku, leta 873 pa se je vojska preselila v Northumberland. S propadom Northumbrijskega kraljestva so leta 875 menihi Lindisfarne pobegnili z otoka, pri čemer so s sabo odnesli kosti sv. Cuthberta.
Pred 9. stoletjem je imel samostan Lindisfarn, skupaj z drugimi takimi ustanovami, velike površine zemljišč, ki so jih upravljali neposredno ali jih dajali v zakup kmetom. Po danski okupaciji so bila zemljišča vedno bolj v lasti posameznikov, ki so jih lahko kupili, prodali in podedovali. Po bitki pri Corbridgeu leta 914 je Ragnald zasegel deželo, in jo dal svojim sledilcem Sculi in Onlafbalu.

### Srednji vek
Samostan je bil ponovno vzpostavljen v času Normanov leta 1093 kot benediktinska hiša in se je nadaljeval do zaprtja leta 1536 pod Henrikom VIII. Danes so tu ruševine poznejšega samostana, medtem ko je na mestu prvega zdaj stoji župnijska cerkev. Lokacija je na seznamu spomenikov razreda I. 
Leta 1462 v času vojne dveh rož je Margareta Anjou izvedla neuspel poskus, da bi zasedla northumbrijske gradove. Po neurju na morju je 400 pripadnikov moralo poiskati zatočišče na Svetem otoku, kjer so se predali yorksistom.

### Moderna doba
Dundee podjetje je zgradilo apnene peči na Lindisfarnu v šestdesetih letih prejšnjega stoletja, in apnenec so žgali na otoku do konca 19. stoletja. Peči so med najbolj zapletenimi v Northumberlandu. Konji so nosili apnenec, vzdolž Sv. otoka Waggonwaya, iz kamnoloma na severni strani otoka do apnenih peči, kjer so kurili s premogom iz Dundeeja na vzhodni obali Škotske. Še vedno je nekaj sledi plasti, kjer je bil premog uvožen in apno izvoženo ob vznožju čeri. Ostanki voza med kamnolomi in pečmi omogočajo prijeten in enostaven sprehod. Na vrhu je bilo več kot 100 moških. Morske lilije, pridobljene iz kamnoloma in vstavljene v ogrlice ali rozarije, so postale znane kot sv. Cuthberta kroglice.
Dela v apnenih pečeh so se ustavila do začetka 20. stoletja. Apnene peči v Lindisfarnu so med redkimi aktivno ohranjene v Northumberlandu.
Golf klub Holy Island je bil ustanovljen leta 1907, pozneje v šestdesetih letih pa ukinjen.

## Danes
Otok leži na Območju izjemne naravne lepote (angl. Area of Outstanding Natural Beauty) na obali Northumberland. Za ruševine samostana skrbi English Heritage, v kateri je tudi muzej / središče za obiskovalce. Sosednja župnijska cerkev je še vedno v uporabi.
Lindisfarne ima tudi manjši grad, ki temelji na tudorski trdnjavi, ki ga je v slogu Arts and Crafts prenovil sir Edwin Lutyens za urednika Country Life, Edwarda Hudsona. Lutyens je tudi oblikoval otoški vojni spomenik - keltski križ - na Heugha. Lutenski avtoplašči, ki ležijo na vzhodnem obrežju, so navdihovali španskega arhitekta Enrica Mirallesa pri zgradbi Škotskega parlamenta v Edinburgu.
Eden najslavnejših vrtnaric moderne dobe, Gertrude Jekyll (1843-1932), je leta 1911 postavila majhen vrt severno od gradu. Za grad, vrt in bližnje apnenčaste peči skrbi National Trust in so odprti za obiskovalce.
Turner, Thomas Girtin in Charles Rennie Mackintosh so slikali na Svetem otoku.
Sveti otok je veljal za enoto Islandshirea skupaj z več celinskimi župnijami. To je bilo pod jurisdikcijo grofije Palatine Durham, dokler ni bil sprejet Zakon o grofijah leta 1844.
Lindisfarne je bil večinoma ribiška skupnost, prav tako pomembni pa so bili kmetovanje in proizvodnja apna.
Sveti otok Lindisfarne je znan po medici. V srednjeveških časih, ko so menihi naselili otok, je veljalo prepričanje, da je treba, dušo hraniti z Bogom, telo pa jačati z medom. Menihov že dolgo ni več, recept za medico pa ostaja družinska skrivnost; Lindisfarne Mead se proizvaja v St. Aidan's Winery in prodaja po vsej Veliki Britaniji in drugje.
Otok Lindisfarne je bil na televizijskem programu Sedem naravnih čudes predstavljen kot eno od čudes Severa. Lindisfarnski evangeliji so na televiziji nastopali med največjimi zakladi v Veliki Britaniji. Prav tako nastopa v programu ITV Tyne Tees Diary of an Island, ki se je začel 19. aprila 2007 in na istoimenskem DVD-ju.

### Sv. Marija devica
Ko so Normani ponovno zgradili samostan, so ga nekoliko premaknili. Mesto prvotne cerkve je bilo obnovljeno v kamnu kot župnijska cerkev. Sedaj je najstarejša stavba na otoku še vedno s streho. Ostanki saške cerkve obstajajo kot zid in lok. Normanska apsida (pozneje je bila zamenjana v 13. stoletju) je vzhodno od prižnice. Ladja je bila v 12. stoletju razširjena s severno arkado in v naslednjem stoletju z južno arkado.
Po reformaciji je cerkev začela propadati do obnove leta 1860. Cerkev je zgrajena iz barvnega peščenjaka, iz katerega je odstranjen viktorijanski omet. Severna stranska ladja je znana kot ribiška ladja. V cerkvi je oltar sv. Petra. Južna stranska ladja ima oltar sv. Margarete Škotske, zdaj pa ima tudi orgle.
Cerkev je pod številko 1042304 navedena kot spomenik v razredu I, kot del celotnega samostana. Cerkev tvori večino najzgodnejšega dela lokacije in je starodavni spomenik številka 1011650.
David Adam je bil dolgoletni rektor Svetega otoka in je služil tisočim romarjem in drugim obiskovalcem

## Turizem
Turizem se je v 20. stoletju vztrajno povečeval, otok Lindisfarne pa je zdaj priljubljena destinacija za obiskovalce tega območja. Tisti turisti, ki prebivajo na otoku, medtem ko je dostop poplavljen, ga doživljajo v bolj mirnem stanju, saj večina dnevnih obiskovalcev odide pred plimovanjem. Pri nizki plimi je mogoče hoditi čez peščine po starinski poti, imenovani romarska pot. Ta pot je označena s palicami in ima reševalne škatle za sprehajalce, prav tako kot cesta za tiste, ki so prepozno prečkali na otok. Otok Lindisfarne obkroža Narodni rezervat Lindisfarne, ki je namenjen opazovalcem ptičev na otoku. Odvisno od položaja otoka, raznolik življenjski prostor ga še posebej privlači utrujene selivke. Leta 2016 je bilo na otoku zabeleženih 330 vrst ptic . 